# Alicia Keys
Alicia Keys, pseudonimo di Alicia Augello Cook (New York, 25 gennaio 1981), è una cantautrice, musicista e attrice statunitense.
Riconosciuta con diciassette Grammy Awards, ha venduto oltre 90 milioni di copie in tutto il mondo, divenendo l'artista R&B più certificata dalla Recording Industry Association of America del millennio. Nel 2009 Billboard ha nominato Alicia l'artista R&B del decennio per aver "cambiato le regole della musica black" e la quinta artista che ha avuto la migliore performance nelle classifiche redatte. Sia nel 2005 sia nel 2017 la rivista Time la inserisce nella classifica annuale delle 100 persone più influenti del mondo. Alicia, per i suoi contributi nell'industria musicale, ha inoltre ricevuto l'Impact Award ai Billboard Women in Music Award, il Songwriter Icon Award dalla National Music Publishers Association, ed è stata riconosciuta ai Producers Guild of America Awards e dalla Songwriters Hall of Fame. La Recording Industry Association of America ha conferito a Keys il Producers & Engineers Wing Award nel 2018 e il Global Impact Award nel 2025.
Il suo album di debutto nel 2001 sotto la J Records si intitola Songs in A Minor. Ha venduto in tutto il mondo oltre dodici milioni di copie e ha ottenuto cinque Grammy Award nel 2002, tra cui Miglior artista esordiente e Canzone dell'anno per Fallin'. Il suo secondo album, The Diary of Alicia Keys, ha conseguito vendite mondiali di oltre otto milioni di copie e ha ricevuto quattro Grammy nel 2005. Dopo la pubblicazione di un Unplugged nel 2006, è tornata sulla scena musicale nel 2007 con il suo terzo album, As I Am, che ha venduto in tutto il mondo circa sei milioni di copie e ha guadagnato tre Grammy. Il suo quarto album, The Element of Freedom, è stato pubblicato il 15 dicembre 2009 ed è diventato il suo debutto al primo posto in Gran Bretagna.
Dopo una pausa durata due anni, in coincidenza con la sua prima maternità, è ritornata sulle scene nel 2012 con un quinto album di inediti, Girl on Fire, ottenendo il quinto debutto in cima alla classifica di vendite americana. Da esso sono estratti i singoli Girl on Fire e Brand New Me. Nel 2014 pubblica il brano We Were Here esibendolo agli MTV Europe Music Awards di quell'anno. Nel 2016 esce Here, sesto album della cantante. Debutta alla seconda posizione della Billboard 200, sebbene risulta essere il più basso debutto in termine di vendite della cantante. L'album è promosso dai brani In Common e Blended Family (What You Do for Love). Nel 2020 annuncia il settimo album in studio Alicia, anticipato dai singoli Underdog e Show Me Love, seguito dall'ottavo album Keys del 2021. Nel 2022, dopo il termine del contratto con la RCA Records, pubblica il nono album in studio Santa Baby, attraverso la propria etichetta indipendente.
Alicia Keys è una delle artiste più apprezzate del panorama musicale mondiale; è stata paragonata, per il suo talento, a Whitney Houston, Aretha Franklin, Stevie Wonder, Billie Holiday, Marvin Gaye e Prince.
È dotata di un'estensione vocale di tre ottave (Si2-Si5) ed è capace di suonare otto strumenti: pianoforte, violoncello, sintetizzatore, clavinet, mellotron, Wurlitzer, chitarra e basso.
I suoi primi tre album risultano tutti fra i cento album più venduti del decennio in America. Nel 2013 è stata anche direttrice creativa del marchio BlackBerry mentre dal 2016 fa parte del team di coach di The Voice USA. Nel 2023 compone e scrive la sceneggiatura del suo primo musical prodotto a Broadway Hell's Kitchen, vincitore di due Tony Award.

## Biografia
(Alicia Keys, 2007)

### Primi anni
Alicia Augello Cook nasce a Hell's Kitchen, un quartiere di Manhattan (New York), il 25 gennaio 1981, figlia di Teresa Augello, una paralegale statunitense di origini italiane (da Sciacca e Lamezia Terme), inglesi, irlandesi e scozzesi, e di Craig Cook, uno steward afro-americano. I genitori si separarono quando Alicia aveva solo quattro anni, così è la madre a crescerla e a sostenere lo sviluppo del suo talento musicale. Il sogno di gioventù dell'artista è però diventare attrice: è così che la madre la porta a un provino per I Robinson (The Cosby Show), in cui ottiene la parte di una delle amiche di Rudy in un episodio del 1985 (l'episodio è l'unico caso in cui viene usato il suo vero nome nel mondo dello spettacolo). Ben presto Keys abbandona la recitazione e si focalizza sulla musica. Comincia a suonare il pianoforte a sette anni e conosce la musica classica suonando opere di compositori come Beethoven, Mozart e Chopin, il suo preferito.
All'età di quattordici anni scrive la sua prima canzone, Butterflyz, che verrà in seguito pubblicata sul suo album di debutto Songs in A Minor. Nel 1994 conosce il suo futuro produttore Jeff Robinson che la presenta a Peter Edge, il quale rimane colpito "dell'abilità che ha non solo di far proprio l'Hip-Hop ma, la capacità di andare in profondità in esso" aggiungendo "non ho mai incontrato un'artista R&B con tale musicalità". Keys firma così un contratto con la Columbia Records, e contemporaneamente viene ammessa alla Columbia University. Dopo un tentativo di gestire entrambi gli impegni, decide di dedicarsi completamente alla sua arte.

### Istruzione e inizi
Alicia Keys si diploma brillantemente (migliore studentessa nel suo corso) alla Professional Performing Arts School, una scuola superiore pubblica del quartiere di Manhattan all'età di sedici anni. Viene accettata alla Columbia University, ma non frequenta mai i corsi, preferendo dedicarsi a una carriera musicale a tempo pieno. Il suo percorso inizia con la registrazione di una demo con Jermaine Dupri e la sua etichetta "So So Def", distribuito poi dalla Columbia Records. Inoltre, scrive e registra una canzone dal titolo Dah dee dah (Sexy thing), poi inclusa nel 1997 nella colonna sonora di Men in Black.
La canzone è la sua prima registrazione professionale, ma non viene mai distribuita come singolo e il contratto con la Columbia Records viene presto sciolto. Tuttavia, viene subito scoperta da uno dei più importanti produttori musicali americani, Clive Davis, proprietario della famosa etichetta "J–Records". Ottenuto il contratto discografico, registra le canzoni Rock wit U e Rear view mirror, che entrano a far parte rispettivamente delle colonne sonore dei film Shaft (2000) e Il dottor Dolittle 2 (2001). Aveva inizialmente scelto come nome d'arte "Alicia Wilde" ma in seguito a un sogno del suo storico manager Jeff Robinson ha preferito Keys, che ha interpretato come un riferimento alle chiavi musicali e alle porte che la musica avrebbe aperto per lei.

### 2001-2002:Songs in A Minor

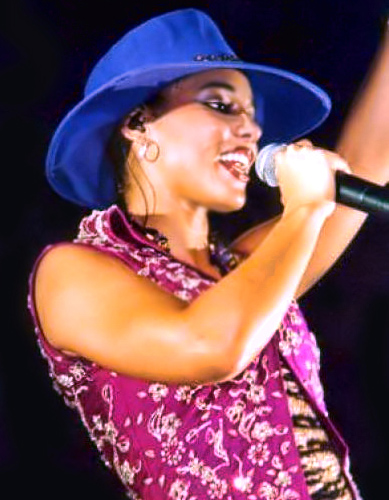
Alicia Keys in concerto a Francoforte, Germania, nel 2002

Nel giugno 2001 si esibisce live per pochi minuti nella famosa trasmissione televisiva americana The Oprah Winfrey Show. Il giorno seguente viene distribuito Songs in A Minor pubblicato dalla J Records di Clive Davis. L'album è un successo planetario: debutta al numero 1 della classifica americana Billboard Hot 200, vende più di 235 000 copie nella prima settimana (di cui 50 000 solo il primo giorno) e più di 11 milioni in tutto il mondo (certificato 6 volte platino dalla RIIA). In Italia conquista il disco di platino, con vendite di oltre 100 000 copie. Con questo importante risultato raggiunge grande popolarità anche all'estero, diventando l'artista esordiente che vende di più nel 2001 (oltre che l'artista femminile R&B più venduta in America del 2001).
Il suo primo singolo, Fallin', resta per sei settimane al primo posto della classifica americana Hot 100 e anche della R&B/Hip Hop, per rispettivamente sei e quattro settimane.. La cantante guadagna visibilità anche con numerose apparizioni televisive, tra cui una notevole interpretazione di Someday we'll all be free di Donny Hathaway al concerto televisivo di beneficenza America: A Tribute to Heroes, tenuto in seguito agli attacchi terroristici dell'11 settembre 2001. Il secondo singolo, A Woman's Worth, un brano dal forte significato di rispetto verso le donne, entra anch'esso in Top 10, raggiungendo la settima posizione e la terza nella classifica R&B. Con l'album vince 5 Grammy Awards nel 2002, eguagliando il record per tale numero di premi in una sola serata precedentemente stabilito da Lauryn Hill nel 1999. Oltretutto le vengono assegnati due dei quattro premi più importanti: "Miglior esordiente" (Best New Artist) e "Canzone dell'anno" (Song of the Year) per Fallin'. Durante la cerimonia si esibisce in una versione orchestrale di Fallin' e in una versione di A Woman's Worth, nella quale balla insieme al ballerino spagnolo Joaquín Cortés. In seguito, il 6 marzo 2002, viene pubblicato Remixed & Unplugged in A Minor, una ristampa di Songs in A Minor, contenente otto remix e sette versioni unplugged di alcune canzoni non contenute nell'album di debutto.
Le recensioni sono state generalmente più che positive. L'opera di Alicia Keys è stata accostata a quella di cantanti soul degli anni '70 come Curtis Mayfield, Marvin Gaye, Aretha Franklin fino ad avere influenze hip hop e neo soul da artisti come Lauryn Hill, Erykah Badu e D'Angelo. Il cd stesso contiene una reinterpretazione del brano di Prince, How Come U Don't Call Me Anymore, un lato b di 1999.

### 2003-2004:The Diary of Alicia KeyseUnplugged

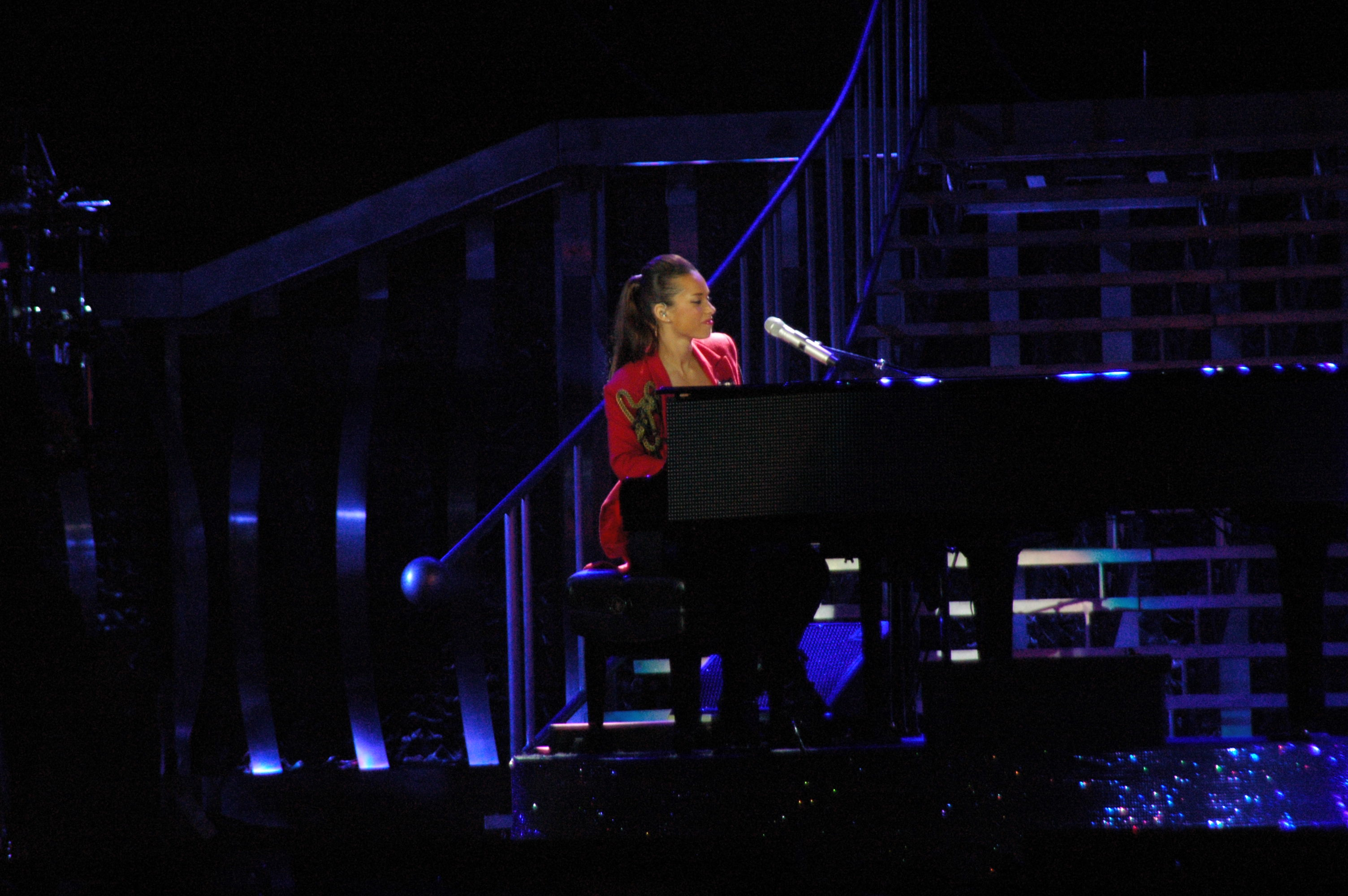
Alicia Keys all'Arena di Verona durante il Freedom Tour nel 2004

A un lunghissimo tour mondiale Alicia Keys fa seguire, dopo il successo del debutto, il suo secondo album, The Diary of Alicia Keys, pubblicato nel dicembre 2003. L'album, per via del successo del precedente, era atteso da pubblico e critica come uno degli album più importanti dell'anno. Infatti viene acclamato dalla critica e debutta al numero 1 della classifica americana vendendo più di 618 000 copie nella prima settimana. The Diary ha collezionato finora quattro dischi di platino in America, con vendite di circa quattro milioni e mezzo di copie e ha venduto nel mondo oltre 8 milioni di copie. In Italia ha conquistato il disco d'oro.
Sia il primo singolo, You Don't Know My Name, sia il secondo, If I Ain't Got You, raggiungono la prima posizione della classifica R&B e raggiungono rispettivamente la terza e la quarta posizione della Billboard Hot 100. Il terzo, Diary, entra nella top 10 della "Hot 100" e raggiunge la seconda posizione della classifica R&B. Il successivo e ultimo, Karma, ha meno successo rispetto agli altri, ma raggiunge comunque una solida top20 in entrambe le classifiche americane di riferimento per l'artista. If I ain't got you diventa il primo singolo di un'artista femminile a rimanere nella Billboard Hot R&B/Hip-Hop Songs per più di un anno, sorpassando Your child di Mary J. Blige (fermo a 49 settimane). Duetta inoltre con il rapper Usher nella canzone My Boo che raggiunge la vetta della classifica pop e R&B per sei settimane e guadagna anche un Grammy. L'artista, con questi risultati, arriva a essere l'artista femminile R&B che vende di più nel 2004.
Agli MTV Video Music Awards del 2004 si esibisce in una reinterpretazione di Stevie Wonder, Higher Ground, insieme alla rock star Lenny Kravitz e allo stesso Wonder. In quell'occasione, il video musicale di If I Ain't Got You vince nella categoria "Miglior video R&B" e l'anno successivo riconquista lo stesso premio per il video di Karma.
Partecipa nuovamente ai Grammy Awards del 2005, con otto nomination e si unisce a Jamie Foxx e a Quincy Jones in un'interpretazione della famosa Georgia on My Mind, canzone di Hoagy Carmichael resa famosa dal pilastro del jazz Ray Charles. In quella serata vince altri quattro Grammy Awards: "Miglior album R&B" per The Diary of Alicia Keys, "Miglior canzone R&B" per You Don't Know My Name, "Miglior performance vocale R&B femminile" per If I Ain't Got You e "Miglior performance vocale R&B eseguita da un duo" per My Boo con Usher. The diary of Alicia Keys era nominato anche nella categoria più importante, Album dell'anno. Nel 2005 riceve lo Starlight Award, premio conferito dalla Songwriters Hall of Fame ad un cantautore esordiente che è già riuscito a lasciare un segno nella storia della musica.

Il 14 luglio 2005 tiene un concerto alla Brooklyn Academy of Music per la serie degli MTV Unplugged  che viene registrato e successivamente pubblicato in tutto il mondo. Nel corso della live session, presenta nuovi arrangiamenti per alcune sue canzoni come A Woman's Worth e Heartburn e si esibisce in alcune reinterpretazioni come If I Was Your Woman di Gladys Knight. Parte del pubblico era costituito anche da alcuni artisti ospiti, che hanno cantato con lei: i rapper Common e Mos Def, assieme ai quali canta Love It or Leave It Alone; il cantante reggae Damian Marley con il quale duetta in Welcome to Jamrock e il frontman dei Maroon 5 Adam Levine con il quale interpreta Wild Horses dei Rolling Stones.
Nella stessa serata vengono registrate anche una reinterpretazione di Every Little Bit Hurts, già cantata in passato da dive della musica black come Brenda Holloway e due inediti: Stolen Moments, scritta in collaborazione con il produttore L. Green e Unbreakable, che è stato anche il primo singolo tratto dall'album e che ha raggiunto la quarta posizione nella classifica R&B.
L'album debutta alla posizione numero 1 della US Billboard Top 200 Chart con 196 000 copie vendute nella prima settimana dalla pubblicazione. In tutto il mondo, invece, raggiunge le 245 000 copie. Il debutto in classifica dell'Unplugged di Alicia Keys è stato il debutto più alto per un MTV Unplugged dai tempi di MTV Unplugged in New York dei Nirvana (1994) e il primo di un'artista femminile a debuttare al numero 1; è anche il terzo album dell'artista a debuttare alla prima posizione della classifica americana. Ha venduto in tutto circa 2 milioni di copie.
L'album conquista cinque nomination ai Grammy Awards del 2006: "Miglior performance vocale femminile R&B" (Unbreakable), "Miglior performance vocale tradizionale R&B" (If I Was Your Woman), "Miglior canzone R&B" (Unbreakable), Miglior album R&B e miglior collaborazione vocale R&B (If This World Were Mine, con Jermaine Paul). L'album ha anche vinto tre NAACP Image Awards: "Miglior artista femminile", "Miglior canzone" (Unbreakable) e "Miglior video" (Unbreakable).

### 2006-2008:As I Am

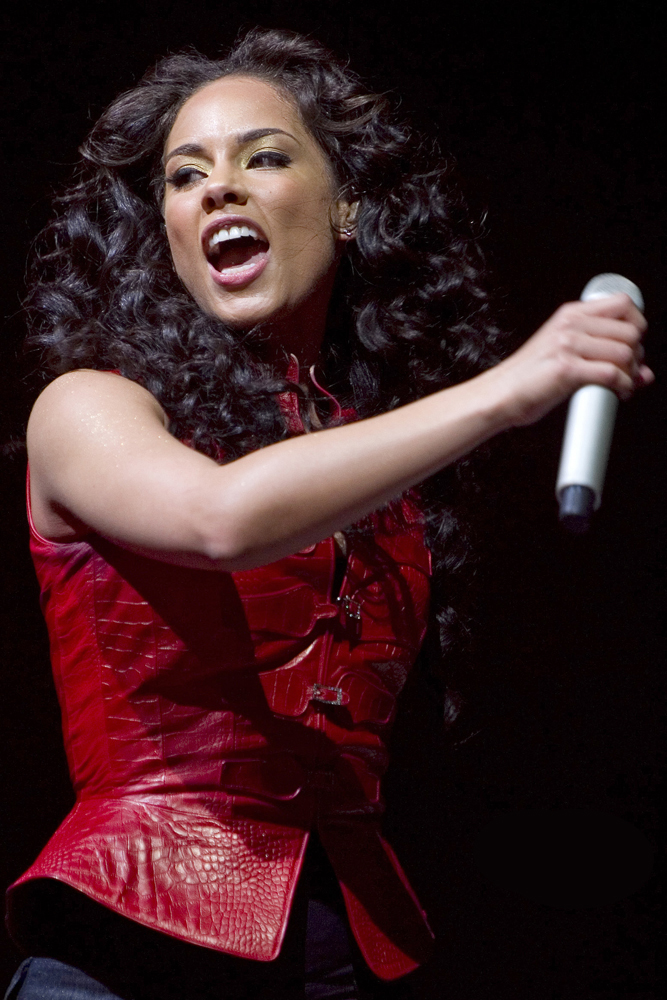
Alicia Keys si esibisce nel 2008 a Lisbona, Portogallo.

Il 13 e il 19 novembre 2007 (a seconda dei Paesi) viene pubblicato il quarto disco, As I Am, che era in preparazione dalla fine del 2006. Di quest'album la cantante ha dichiarato: "È qualcosa di incredibile. Mi sono innamorata di quest'album, è veramente qualcosa di nuovo e spero che il pubblico lo apprezzi". L'album ha un taglio diverso dai precedenti: la critica nota infatti un cambiamento positivo nello stile della cantante, che per la prima volta si avventura in diversi generi musicali oltre al soul e all'R&B; l'album vanta inoltre la partecipazione di artisti anche al di fuori del mondo hip-hop e R&B, come John Mayer, Linda Perry e Stargate.
As I Am debutta al primo posto della classifica americana, con vendite nella prima settimana di circa 742 000 copie in America e 876 000 copie in tutto il mondo, diventando così il suo quarto album consecutivo a debuttare alla prima posizione in America, il più grande debutto nella storia di un'artista femminile R&B e anche il più grande debutto femminile sul mercato dal 2004. In due settimane, vende quasi un milione e mezzo di copie in tutto il mondo. L'album viene certificato tre volte platino dalla RIIA per vendite di quasi quattro milioni di copie in America. In Italia conquista il disco di platino con vendite di oltre 100 000 copie. Vende in tutto il mondo più di cinque milioni di copie
Il primo singolo estratto è No One, che raggiunge la prima posizione sia della Billboard Hot 100 che della Billboard Hot R&B/Hip-Hop Songs. Ai Grammy Awards del 2008, tenutisi il 10 febbraio 2008, No One ottiene due premi: "Miglior canzone R&B" e "Miglior performance vocale R&B". Alicia Keys apre la cerimonia cantando Learnin' the Blues in un duetto virtuale con Frank Sinatra; in seguito propone insieme a John Mayer No One.
Il secondo singolo estratto è Like You'll Never See Me Again, che raggiunge la vetta della classifica R&B per sette settimane consecutive e la dodicesima posizione nella Billboard Hot 100. Il terzo singolo, Teenage Love Affair, pubblicato il 21 aprile 2008 raggiunge la terza posizione nella classifica R&B. Il quarto e ultimo singolo estratto dall'album è Superwoman che riceve un Grammy nel 2009 come "Miglior performance vocale femminile R&B". L'album ottiene due American Music Award nel 2008 insieme ad altri numerosi premi.
Il 13 settembre 2008 è stata inserita nella classifica dei 100 artisti più importanti di tutti i tempi nella classifica Billboard Hot 100; è una dei pochi artisti della sua generazione citati. Nel 2008 Alicia ha fatto parte della colonna sonora del ventiduesimo film della serie di James Bond Quantum of Solace, uscito il 7 novembre 2008 negli Stati Uniti.
Ha collaborato con Jack White, cantante dei White Stripes nel brano Another way to die, scritto e prodotto dal chitarrista. La canzone è stata distribuita dalla J Records il 28 ottobre 2008 ed è il primo duetto nella storia della colonna sonora della famosa saga.

### 2009-2010:The Element of Freedom

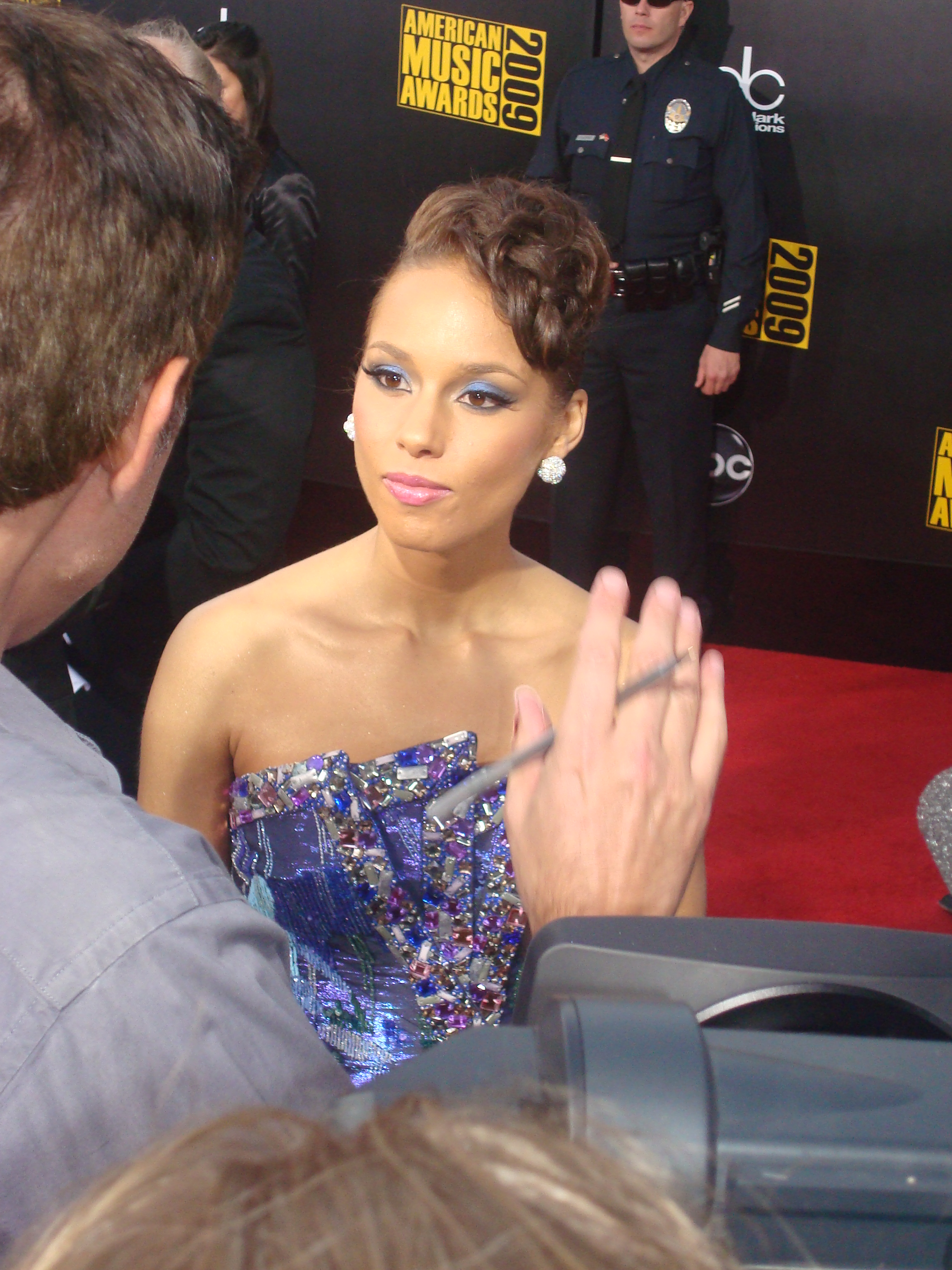
Alicia Keys agli American Music Award del 2009.

La American Society of Composers, Authors and Publishers ha onorato Alicia Keys con il "Golden Note Award", un premio speciale dato ad artisti che hanno raggiunto straordinari risultati nella propria carriera.
Alicia Keys avrà la parte della giovane pianista prodigio Philippa Schuyler nel film Compositions in Black and White, prodotto da Halle Berry. Secondo l'artista, si è ancora nelle prime fasi della stesura della sceneggiatura: le riprese dovrebbero iniziare nel corso del 2008. È stato firmato poi un contratto con la Disney: interpreterà il ruolo di una strega che combatterà per amore nel remake di una commedia del 1958, Una strega in paradiso.
Keys e il suo manager Jeff Robinson hanno inoltre fondato una compagnia di produzione televisiva, la Big Pita. Il primo progetto sarà una serie per la UPN ispirata all'esperienza di Alicia Keys come figlia di una coppia interrazziale a New York.
Keys ha contribuito alla produzione del settimo album di Whitney Houston, I Look to You, album che ha segnato il ritorno della cantante dopo sette anni di assenza. Keys ha chiesto personalmente di contribuire alla realizzazione del progetto e ha scritto e prodotto il primo singolo dall'album, Million Dollar Bill.
Ha inoltre collaborato con Jay-Z nella canzone Empire State of Mind, contenuta nell'undicesimo album del rapper The Blueprint 3. La canzone diventa il suo quarto numero uno nella Billboard Hot 100 e il settimo nella Hot R&B/Hip-Hop Songs, dove è rimasta rispettivamente per cinque e tre settimane consecutive. I due hanno cantato la canzone live agli MTV Video Music Awards 2009 e alla seconda giornata degli World Series.
Nell'autunno 2009 Keys rivela il titolo del suo quinto album, The Element of Freedom, pubblicato il 15 dicembre 2009. La promozione per l'album è cominciata nel mese di ottobre e prevede diverse apparizioni televisive, tra cui al "Cayman Island Jazz Festival" il 5 dicembre 2009, ultima serata del festival jazz trasmesso dalla emittente americana BET.
L'album ha debuttato alla seconda posizione della Billboard 200, vendendo 417 000 copie nella prima settimana di pubblicazione. Il debutto sul mercato dell'album è stato il secondo migliore per una donna nel 2009.
Inoltre l'album è stato il primo della cantante a raggiungere la prima posizione della classifica britannica, diventando così il suo miglior piazzamento in Inghilterra in classifica in tutta la sua carriera.
Il primo singolo, Doesn't Mean Anything, viene trasmesso dalle radio dal 29 settembre 2009, ma non riesce a ottenere il successo dei precedenti singoli di apertura. Il secondo singolo, Try Sleeping with a Broken Heart, è stato pubblicato il 17 novembre, e rispetto al primo ottiene un successo migliore, essendo arrivato fino alla posizione numero 2 della Hot R&B/Hip-Hop Songs di Billboard. Il terzo singolo pubblicato è Empire State of Mind (Part II) Broken Down, una risposta alla collaborazione con Jay-Z, divenuto il singolo di maggior successo di sempre per la cantante in Gran Bretagna. Grazie al quarto singolo, la cantante torna nelle zone alte della classifica statunitense: pubblicato nel marzo del 2010, Un-Thinkable (I'm Ready) entra nella top40 della Hot 100 di Billboard e nel maggio 2010 raggiunge il numero 1 della classifica R&B per dodici settimane consecutive, diventando l'ottavo numero 1 per Keys in questa classifica.
Nel dicembre 2009 la nota rivista statunitense Billboard ha nominato Alicia Keys come l'artista R&B del decennio per aver "cambiato le regole della musica black" con un sound "più raffinato ed elegante". Inoltre, Alicia ha conquistato la quinta posizione nella classifica generale degli artisti del decennio, mentre No One è stato dichiarato il sesto singolo di maggior successo degli anni 2000. Dopo la nascita del suo primo figlio Egypt Daoud Dean avvenuta il 14 ottobre 2010, Keys ha rivelato che il suo prossimo singolo sarebbe stato Wait Til You See My Smile e sarebbe stato pubblicato il 28 novembre 2010 nel Regno Unito, ma è stato poi rinviato al 12 dicembre 2010.

### 2011-2015:Girl on Firee altri progetti

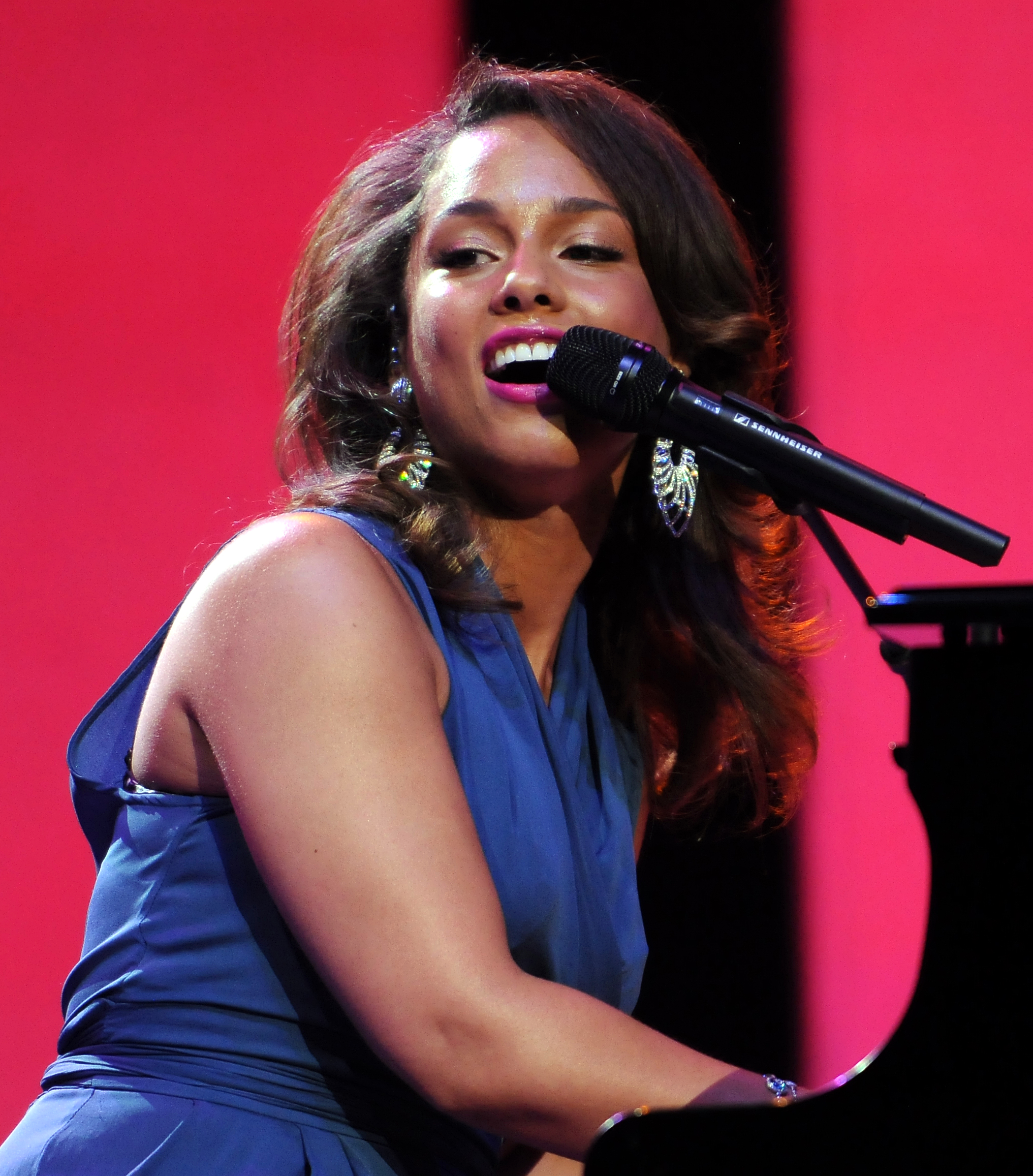
Keys in concerto nel 2011.

Nel settembre 2011 ha presentato durante il "Live at iHeartRadio" un nuovo singolo, dal titolo A Place Of My Own, dal suo nuovo album. Il 18 febbraio 2012, nella chiesa New Hope Baptist Church, in New Jersey, ha preso parte al funerale di Whitney Houston, suonando Prelude to a Kiss Il 28 giugno presenta un nuovo singolo, New Day. In seguito presenta come singolo anche la canzone Not Even the King.
Il 14 agosto 2012 annuncia online il titolo del nuovo album: Girl on Fire, pubblicando la copertina e annunciando la data di uscita, prevista per il 27 novembre 2012. Il 3 settembre viene pubblicato il singolo Girl on Fire che debutta alla 11ª posizione della classifica Billboard Hot 100', 2º nella classifica Hot R&B/Hip-Hop Songs e nelle top ten di numerosi Paesi. Si esibisce agli MTV Video Music Awards 2012 e fa uscire il secondo estratto dell'album Brand New Me. Il 28 settembre si esibisce al "Live at iTunes Festival", interpretando molti tra i suoi più grandi successi e alcuni pezzi inediti, tra cui Brand New Me, New Day, Not Even The King.
Il 5 novembre 2013 è uscito l'album Senza paura della cantautrice italiana Giorgia che contiene un duetto con Alicia Keys intitolato I Will Pray (pregherò). Il 29 novembre 2013 il brano viene diffuso in radio e negli store digitali come singolo
Nel marzo 2014 esce una sua collaborazione con Kendrick Lamar per il brano It's On Again, inserito nella colonna sonora del film The Amazing Spider-Man 2 - Il potere di Electro. Nel settembre dello stesso anno pubblica il video del brano We Are Here.
Nel 2015 la Recording Academy ha premiato Keys a Washington con il Recording Artists' Coalition Award per "la sua abilità artistica, la sua filantropia e la sua passione per i diritti dei creatori come membro fondatore della nuovissima GRAMMY Creators Alliance of Academy".

### 2016-2018:Heree collaborazioni

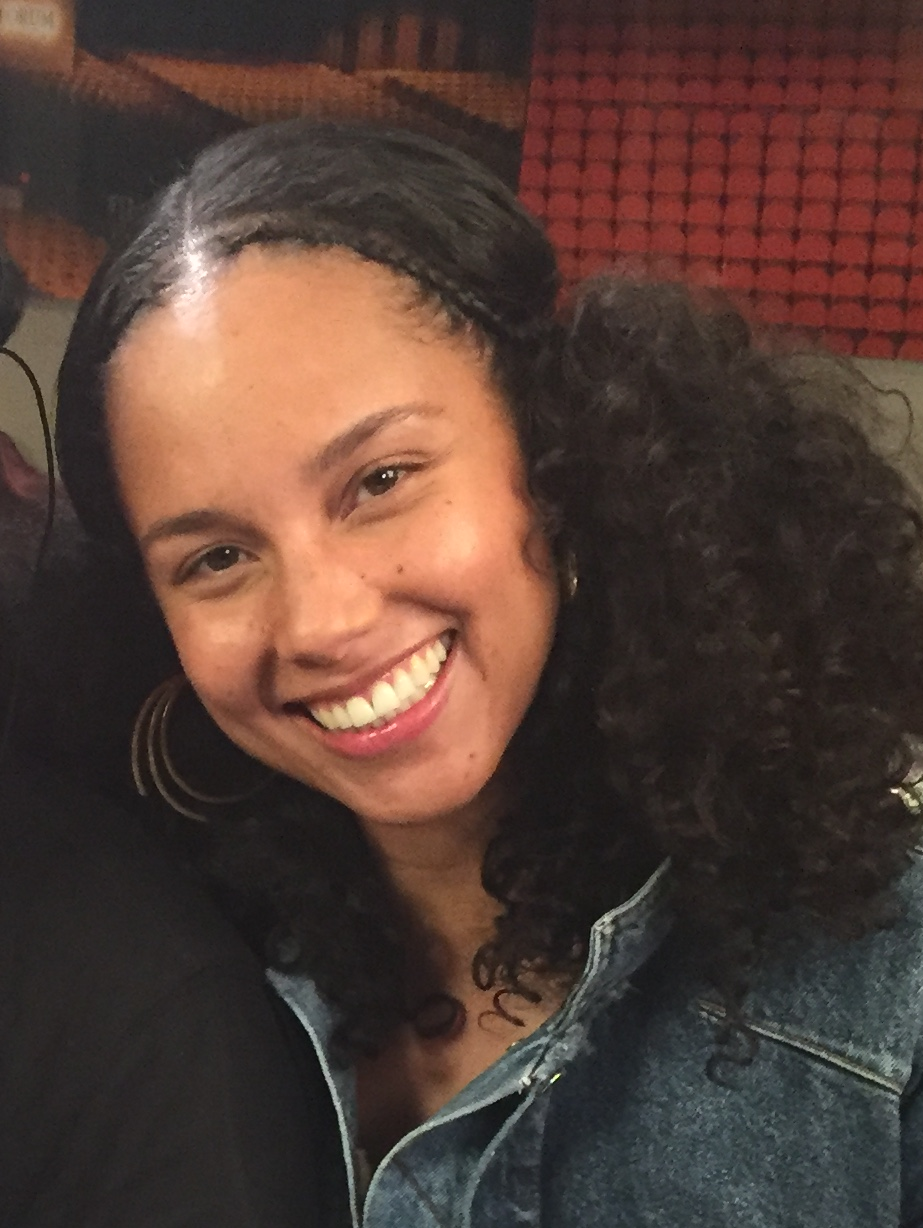
Keys nel 2017

Il 4 maggio 2016 esce il suo nuovo singolo In Common che debutta in medie posizioni in numerose classifiche americane, africane ed europee. Il 28 maggio Alicia Keys si è esibita dal vivo nella cerimonia di chiusura della UEFA Champions League 2015-2016, prima della finalissima disputatasi tra il Real Madrid e l'Atlético Madrid allo Stadio Giuseppe Meazza di Milano, di fronte a 75 000 spettatori. Oltre a esibirsi nel nuovo singolo e alcuni suoi successi, la cantante annuncia che sta lavorando al suo sesto album che si intitolerà Here che uscirà in autunno dello stesso anno.
All'inizio di ottobre esce un secondo estratto dall'album Blended Family (What You Do for Love) in collaborazione con ASAP Rocky che raggiunge la nona posizione della classifica Billboard Adult R&B song. L'album Here, uscito il 4 novembre, vede tra i compositori la stessa cantante, Emeli Sandé e Carlo Montagnese; quest'ultimo scrive insieme a Keys il brano Holy War, singolo pubblicato in corrispondenza dell'album. Debutta in seconda posizione nella classifica Billboard 200, ma risulta essere il più basso debutto della cantante con sole 50 000 copie vendute nella prima settimana. L'album raggiunge la prima posizione dalla classifica statunitense R&B/Hip-Hop Albums.
Nell'aprile 2017 è stata inserita dalla rivista Time, tra le 100 personalità più influenti al mondo, nella categoria artisti.
Nel dicembre 2017 partecipa alla canzone "Like Home" del rapper Eminem del suo nuovo album Revival. Nel brano viene fortemente criticato il quarantacinquesimo presidente degli Stati Uniti Donald Trump. È presente anche nel brano "Nobady" con Nicky Minaj per l'album "Grateful" di DJ Khaled. A febbraio 2018 duetta nel brano Morning Light con Justin Timberlake, secondo estratto dall'album Man of the Woods del cantante e collabora inoltre con James Bay alla nuova versione del singolo "Us".
Nel 2018 ha ottenuto alcuni riconoscimenti alla carriera, tra cui il Producers & Engineers Wing Award ai Grammy Awards per i "contributi artistici eccezionali" e successi, il Songwriter Icon Award da parte della National Music Publishers Association poiché l'artista rappresenta "un ruolo come figura ispiratrice per milioni di persone e donne".

### 2019-2021:Alicia,Keyse altri progetti

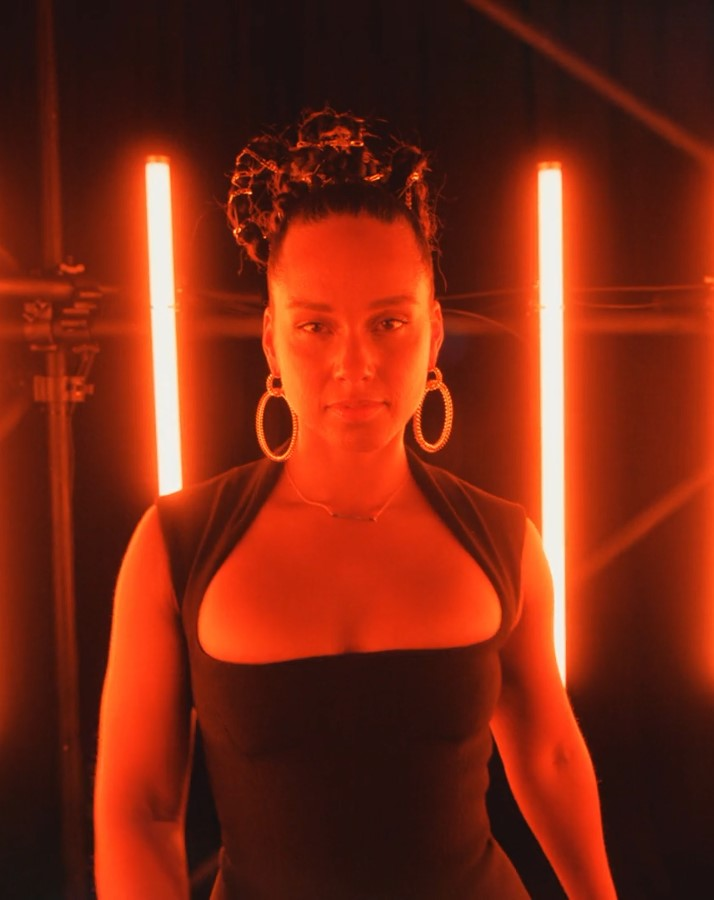
Keys nel 2019

Nel 2019 viene annunciato che Alicia Keys sarà la conduttrice della 61ª edizione dei Grammy Awards previsti il 10 febbraio. Il giorno seguente alla cerimonia pubblica il singolo "Raise a Man" il cui video riceve una candidatura come Best R&B agli MTV Video Music Awards. Sempre a gennaio 2019 le viene conferito l'Icon Award ai Billboard Women Music Award, dove annuncia il suo impegno nel promuovere la crescita delle artiste e nel fornire loro nuove opportunità attraverso il progetto no-profit che ha co-fondato l'anno prima e che ha sviluppato nel 2019 con il nome di She Is the Music. Il 17 settembre 2019 esce un nuovo singolo chiamato Show Me Love in collaborazione con Miguel che fa da apripista per il suo nuovo album in studio. Il brano diviene la ventisettesima entrata nella Billboard Hot 100 dopo Girl on Fire ed estende il record della cantante come artista con il maggior numero di debutti alla prima posizione nella Adult R&B Songs. Pochi giorni dopo si esibisce al Global Citizen cantando alcuni suoi brani, il nuovo singolo e una cover di Dream On degli Aerosmith in collaborazione con H.E.R.. Il 20 novembre esce il secondo singolo Time Machine.
Il 9 gennaio esce il terzo singolo estratto dall'album intitolato Underdog, scritto con Ed Sheeran, ed entra anch'esso nella Billboard Hot 100. Nel corso dello stesso mese annuncia l'uscita del nuovo album Alicia, previsto per il 20 marzo 2020, e un nuovo tour mondiale. In seguito la pubblicazione dell'album viene posticipata al 15 maggio per via della pandemia di COVID-19. Il 26 febbraio conduce la serata dei Grammy Awards 2020. Il 29 marzo 2020 Keys partecipa al Living Room Concert for America di iHeartMedia, un evento benefico per sensibilizzare l'opinione pubblica e raccogliere fondi per la pandemia della COVID-19, insieme a Mariah Carey, Elton John, Camila Cabello e Billie Eilish. Keys ha pubblicato il suo libro autobiografico More Myself: Un viaggio il 31 marzo 2020, pubblicato dalla casa editrice di Oprah Winfrey. Il 14 agosto viene inoltre pubblicata la collaborazione con Khalid, So Done, seguito il 10 settembre dal singolo da solista Love Looks Better. Il 18 settembre viene pubblicato l'album Alicia. Viene inoltre annunciato l'ALICIA: The World Tour per il 2020, posticipato a causa della pandemia di COVID-19 al 2022 e vedrà date in America del Nord, Regno Unito ed Europa. Il 20 ottobre 2020, come quinto estratto dall'album viene pubblicata la collaborazione A Beautiful Noise con Brandi Carlile, successivamente candidata ai Grammy Awards 2022 nella categoria alla canzone dell'anno.
Nel maggio 2021 viene pubblicata la riedizione dell'album Songs in A Minor, in occasione dei vent'anni dalla sua commercializzazione. Nel settembre 2021 collabora con Swae Lee nel singolo Lala (Unlocked). Nel mese successivo pubblica il singolo Best of Me che anticipa l'uscita del doppio album Keys, pubblicato il 10 dicembre 2021 e contiene due versioni delle tracce (Originals e Unlocked). Lo stesso giorno si esibisce all'Expo 2020 a Dubai. Il 6 giugno 2022 si esibisce a Londra per il Giubileo di platino della Elisabetta II del Regno Unito. Successivamente ha intrapreso l'Alicia + Keys World Tour, una serie di cinquantuno concerti tra Stati Uniti, Canada e in quattordici Stati europei, in promozione degli album Alicia e Keys, Il 12 agosto 2022 pubblica una versione deluxe Keys II, con quattro brani inediti, tra cui due remix del brano In Common proveniente dall'album Here del 2016, e il singolo Trillions, pubblicato il 23 agosto successivo.

### 2022-presente:Santa Babye l'esordio a Broadway conHell's Kitchen

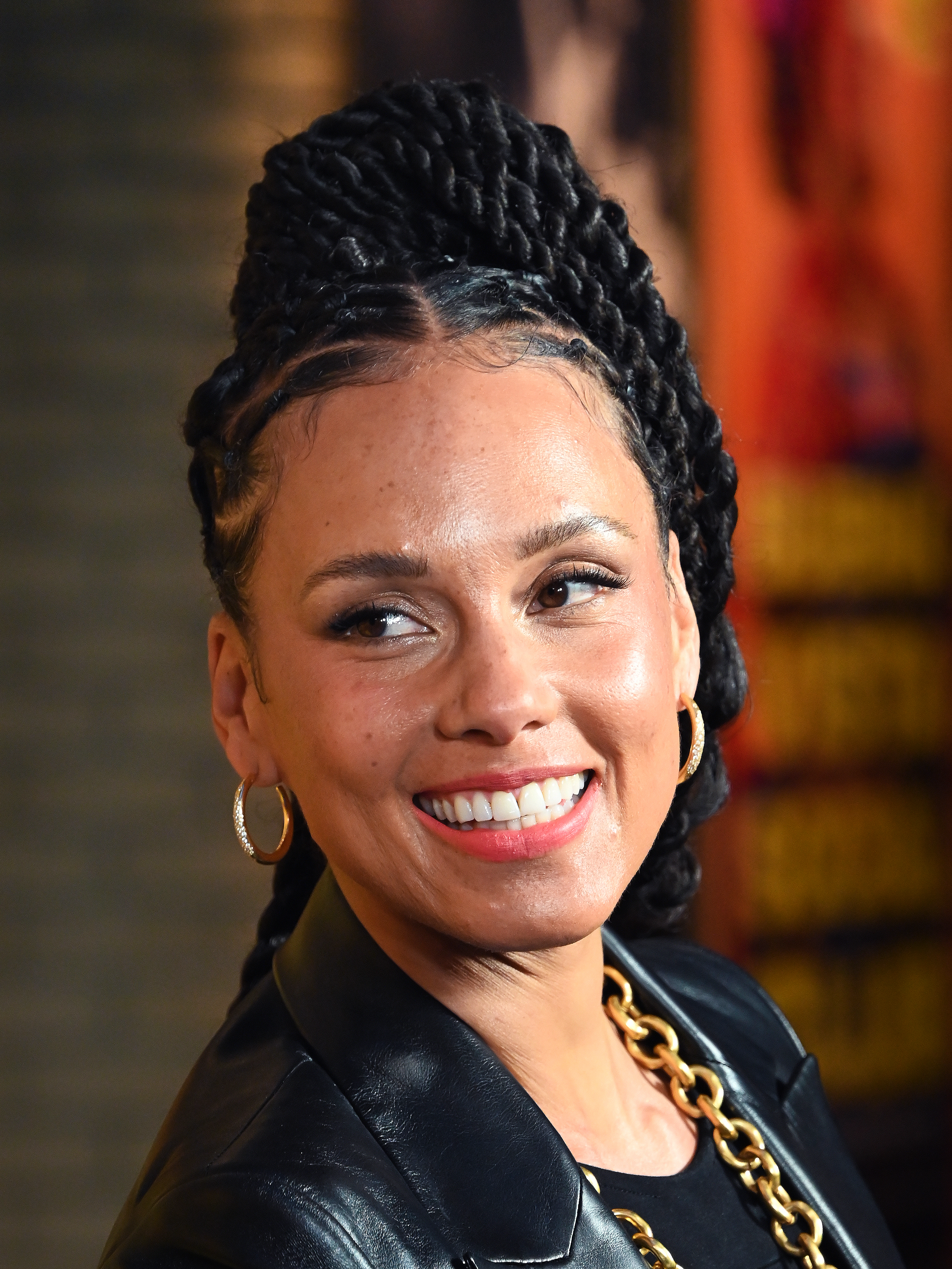
Keys nel 2025

Nel dicembre 2021 Keys annuncia di avere terminato il contratto discografico con la RCA Records, fondando nel 2022 la propria etichetta discografica indipendente Alicia Keys Records e la compagnia AK Worldwide Media in collaborazione con Roc Nation, mantenendo il contratto manageriale con la Roc Nation. Il 4 novembre 2022 pubblica il decimo album in studio Santa Baby, il primo di musica natalizia della cantautrice.
Nel maggio 2023 viene pubblicata una seconda versione della colonna sonora curata da Kris Bowers della serie televisiva Netflix La regina Carlotta: Una storia di Bridgerton intitolata Queen Charlotte: A Bridgerton Story (Covers from the Netflix Series); Keys prende parte con il rimaneggiamento in chiave classica del suo brano If I Ain't Got You con la Queen Charlotte's Global Orchestra, un'orchestra di 70 elementi composta da donne di colore, divenuto il brano colonna sonora della serie. Successivamente da maggio a settembre 2023 riprende l'Alicia + Keys Tour tra America Latina, Stati Uniti e Canada. Nel dicembre 2023 è presente tra gli artisti coinvolti nella colonna sonora della seconda trasposizione cinematografica Il colore viola interpretando il secondo singolo estratto Lifeline.
Nel corso del 2023 Keys ha annunciato di aver scritto con Kristoffer Diaz il suo primo jukebox musical, Hell's Kitchen, ispirato alla sua vita e alla sua carriera a New York City. La produzion Off-Broadway è diretta da Michael Greif dal 24 ottobre 2023 al 14 gennaio 2024 presso il Public Theater. Lo spettacolo ha debuttato a Broadway allo Shubert Theatre il 20 aprile 2024, ottenendo tredici candidature ai Tony Award, ricevendo una candidatura come produttrice grazie alla sua compagnia AK Worldwide Media.

## Vita privata

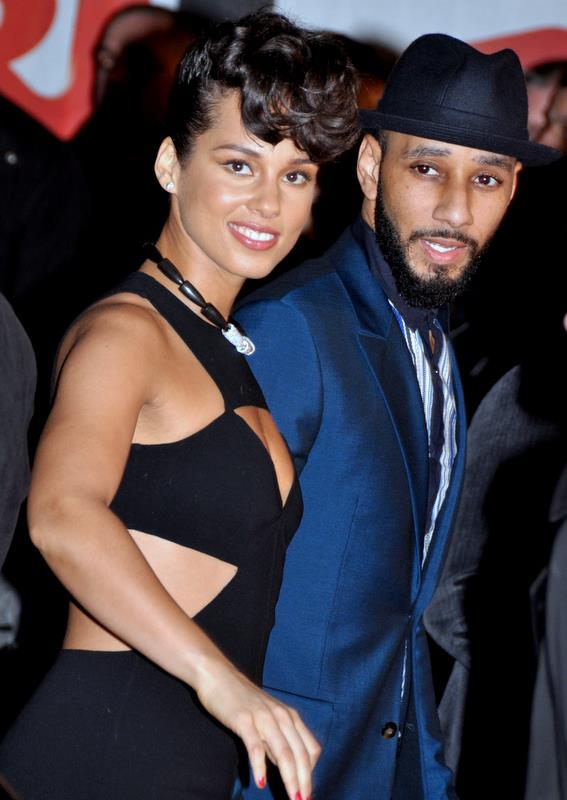
Alicia Keys con il produttore discografico Swizz Beatz.

Il 31 luglio 2010 si è sposata in Corsica con il suo produttore Swizz Beatz con il quale ha avuto due figli: Egypt Daoud Dean,
nato il 14 ottobre dello stesso anno, e Genesis Ali Dean, nato il 27 dicembre 2014.

## Personalità musicale e influenze
Alicia Keys, un contralto (anche se spesso canta nella tessitura da mezzosoprano) con un'estensione vocale di tre ottave piene, è stata frequentemente soprannominata dai critici la principessa del soul.
Inizialmente, Keys aveva colpito i critici musicali per la sua maturità espressiva nei testi e nella voce e per la sua abilità nel suonare diversi strumenti musicali. La forte presenza di strutture musicali articolate e lo stile vintage soul integrato con l'hip hop dei quartieri di Manhattan, in cui non comparivano sonorità di poco spessore o, generalmente, classificate come "commerciali" aveva stupito un pubblico abituato a giovani interpreti pop. Tuttavia, nel corso della sua carriera il suo stile musicale ha sviluppato gradualmente maggiore sensibilità, arrivando a una forte componente r&b, jazz, gospel e rock nella produzione artistica della cantante, come notato dalla Songwriters Hall of Fame, e a una maggiore profondità nei testi delle canzoni, che raccontano spesso, attraverso situazioni legate all'amore, tematiche politiche e sociali o di crescita interiore.
Le influenze artistiche si concentrano nelle grandi interpreti R&B e soul del Novecento come Whitney Houston, Dionne Warwick, Nina Simone, Aretha Franklin, e di artisti provenienti da altri generi come Stevie Wonder, Barbra Streisand, John Lennon, Quincy Jones e Prince.
La Recording Academy, conferendole il Producers and Engineers Wing Award, afferma «Keys esemplifica la versatilità, lasciando il segno nel mondo della musica come cantautrice e produttrice, oltre che attrice, autrice, attivista e filantropa. [...] il suo impatto sulla musica e sulla cultura va ben oltre le vendite. Il suo autentico processo di scrittura di canzoni l'hanno resa un'ispirazione per le donne e gli aspiranti creativi di tutto il mondo». David Israelite, presidente della National Music Publishers Association, si esprime nei confronti della cantante «Attraverso la sua scrittura, le sue performance, la sua filantropia, il suo mentore e il suo sostegno per un equo compenso per i suoi colleghi cantautori, è una vera forza del bene nel nostro settore e oltre».
MTV, attraverso un sondaggio del 2005, l'ha classificata al quindicesimo posto nella lista delle migliori voci dell'attuale panorama musicale.Billboard descrive il debutto della cantante nel panorama musicale come «l'introduzione di un diverso tipo di cantante pop: ha dimostrato una vera musicista, scrivendo ed eseguendo il suo materiale». Rolling Stone racconta lo stile della cantante come «con spavalderia hip-hop, un suono soul di vecchia scuola e un pianoforte, e molto fascino, colma il divario generazionale del nuovo millennio».
La cantante ha ispirato numerosi artisti del nuovo millennio come Adele, Bruno Mars, Rihanna, Janelle Monáe, Emeli Sandé, H.E.R., Ella Mai, Alessia Cara, Grimes.

## Filantropia
(Alicia Keys durante un'intervista con All Music nel novembre 2007)

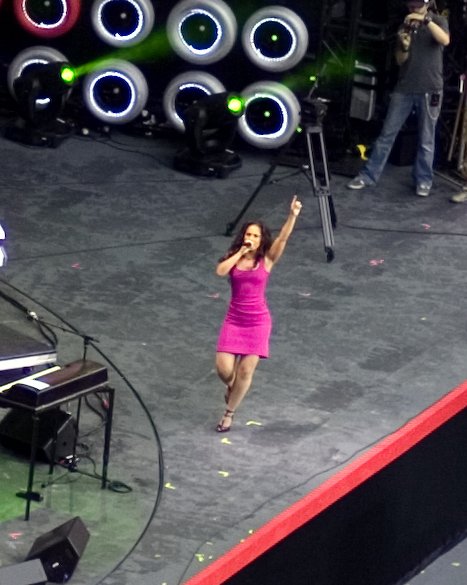
Alicia Keys in concerto al Live Earth a New York

Oltre che musicista Alicia Keys è anche un'attiva benefattrice. È testimonial delle organizzazioni Keep A Child Alive e Frum Tha Group Up. Keep A Child Alive punta a fornire medicinali salvavita per bambini e famiglie che vivono con AIDS e HIV, mentre Frum tha group up si dedica all'ispirazione, al sostegno e alla motivazione della gioventù americana per raggiungere il successo in qualsiasi campo. In favore di "Keep A Child Alive", l'artista ha registrato insieme al cantante Bono degli U2 una reinterpretazione di Don't give up di Peter Gabriel e Kate Bush, intitolata Don't give up (Africa), per sensibilizzare l'opinione pubblica a proposito dell'AIDS in Africa. È stata inoltre realizzata una suoneria per cellulari di questa canzone, le cui vendite sono state interamente devolute a Keep a child alive. Il lavoro della cantautrice in Africa, soprattutto in Kenya, Uganda e Sudafrica, è stato documentato e riunito in un documentario pubblicato il 4 luglio 2008. Il titolo è Alicia in Africa.
La musicista ha anche partecipato ad altri sforzi umanitari nel 2005 esibendosi in vari concerti esclusivi e in programmi televisivi. Il 2 luglio 2005 si è esibita a Filadelfia durante il locale concerto del Live8. La missione della manifestazione è aumentare la consapevolezza della povertà in Africa (sempre in aumento) e fare pressione sui leader del G8 perché prendano decisioni sulla cancellazione del debito. Nell'agosto 2005 si è esibita in ReAct now: Music & relief, un programma di beneficenza delle TV musicali destinato alla raccolta di fondi per le vittime dell'uragano Katrina. Il mese dopo si è esibita a Shelter from the storm: A concert for the Gulf coast, sempre a favore delle zone colpite da Katrina. Sempre nel 2005, Keys conduce da Bangkok l'annuale edizione degli MTV Asia Awards, la prima dopo lo tsunami che l'inverno precedente aveva provocato numerose vittime nella zona. A questo scopo, la cerimonia è stata trasformata in MTV Asia Aid, uno spettacolo di beneficenza trasmesso in tutto il mondo.
Nel 2011 partecipa alla United States AIDS Conference a New York in cui chiede di appoggiare le associazioni in sostegno delle famiglie colpite dalla malattia, affermando che "Emancipando le future generazioni di donne porterà alla scomparsa dell'AIDS". Nel 2013 sostiene la campagna di informazione pubblica sul AIDS chiamata EMPOWERED.
Nel 2010, in sostegno della campagna Hope for Haiti Now: A Global Benefit for Earthquake Relief, si esibisce nella canzone "Prelude to a Kiss", intitolata per l'occasione "Send Me an Angel", tratta dall'album As I Am.Nel 2012 partecipa al concerto di beneficenza 12-12-12: The Concert for Sandy Relief, in sostegno delle vittime dell'Uragano Sandy.

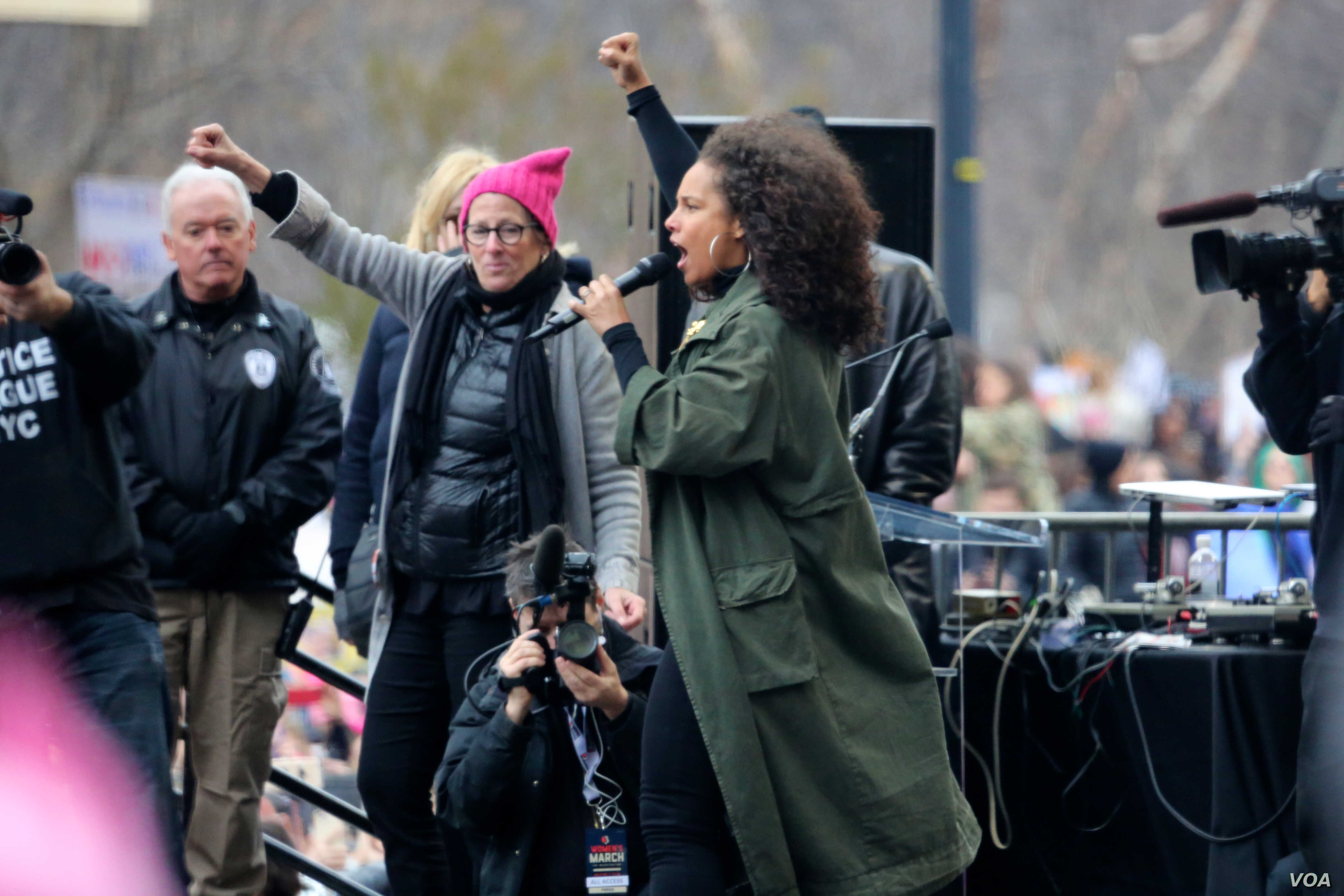
Alicia Keys durante la Woman's March (2017)

Nel 2016 dà inizio a una campagna chiamata #nomakeup, scagliandosi contro gli standard di bellezza che si stanno imponendo nella società ed evitando di truccarsi. La cantante ha infatti dichiarato: «Stavo diventando un camaleonte: non ero mai davvero me stessa, ma cambiavo in base a quello che gli altri volevano. [...] Non voglio nascondermi più». Dopo le elezioni del Presidente Americano Trump nel 2017, Alicia Keys è una degli esponenti della protesta Women's March on Washington sostenendo che " Vogliamo il meglio per gli americani. Nessun odio, nessuna intolleranza, nessuna catalogazione dei musulmani. Noi diamo valore all'educazione, l'assistenza sanitaria, l'equità". Inoltre sostiene l'equità della retribuzione femminile, la contrarietà alla guerra, i diritti delle donne e la protezione dell'ambiente. Durante la protesta si esibisce con il brano Girl on Fire.
Nel 2018 ha dato vita al progetto She Is the Music con l'Universal Music Group e Billboard, con l'obiettivo di creare un team tra giovani ragazze cantanti, autrici, designer e stiliste, mettendole in contatto con i grandi maestri e cantautori che lavorano nell'industria musicale statunitense.
Nel giugno 2020 si esibisce ai BET Awards con il brano Perfect way to die, il cui testo esprime il dolore di una madre afroamericana dopo la perdita del figlio a causa di una sparatoria. La cantautrice esprime durante la perfomance il suo sostegno al movimento Black Lives Matter contro le brutalità poliziesca nei confronti della popolazione afroamericana.

## Discografia

### Album in studio
- 2001 – Songs in A Minor
- 2003 – The Diary of Alicia Keys
- 2007 – As I Am
- 2009 – The Element of Freedom
- 2012 – Girl on Fire
- 2016 – Here
- 2020 – Alicia
- 2021 – Keys
- 2022 – Santa Baby

### Album dal vivo
- 2005 – Unplugged
- 2013 – VH1 Storytellers

### Remix
- 2008 – Remixed

## Tournée
- 2002 – Songs in A minor Tour
- 2004 – Verizon Ladies First Tour (con Beyoncé, Missy Elliott e Tamia)
- 2005 – Diary Tour
- 2008 – As I Am Tour
- 2010 – Freedom Tour
- 2011 – Piano & I: An Intimate Evening with Alicia Keys and Her Piano
- 2013 – Set the World on Fire Tour
- 2022/2023 – Alicia + Keys: The World Tour

## Filmografia

### Attrice

#### Cinema
- Il diario di una tata (The Nanny Diares), regia di Shari Springer Berman e Robert Pulcini (2007)
- Smokin' Aces, regia di Joe Carnahan (2007)
- La vita segreta delle api (The Secret Life of Bees), regia di Gina Prince-Bythewood (2008)
- Jem e le Holograms (Jem and the Holograms), regia di Jon M. Chu (2015)

#### Televisione
- I Robinson (The Cosby Show) – serie TV, episodio 1x22 (1985)
- Streghe (Charmed) – serie TV, episodio 4x05 (2001)
- American Dreams – serie TV, episodio 2x06 (2003)
- Sesamo apriti (Sesame Street) – serie TV, episodio 36x26 (2005)
- I signori del rum (Cane) – serie TV, episodio 1x07 (2007)
- Empire – serie TV, episodi 2x09-2x10 (2016)

### Doppiatrice
- La famiglia Proud (The Proud Family) – serie TV, episodio 3x46 (2003)
- Gli zonzoli (The Backyardigans) – serie TV, episodio 2x01 (2006)

## Teatro
- Hells Kitchen di Alicia Keys e Kristoffer Diaz. The Public Theater di New York (2023). Shubert Theatre di Broadway (2024-2025)

## Riconoscimenti
Alicia Keys ha guadagnato numerosi premi tra cui sedici Grammy Award, diciassette NAACP Image Award, undici Soul Train Music Award, nove Billboard Music Awards, sette BET Awards e quattro MTV Video Music Awards.
Keys ha ricevuto 5 alla 44ª edizione Grammy Awards, diventando la seconda artista femminile a vincerne altrettanti in una notte. Nel 2005 Keys ha ricevuto dalla Songwriters Hall of Fame il Hal David Starlight Award, che onora «i cantautori di talento che sono all'apice della loro carriera e stanno avendo un impatto significativo nell'industria musicale attraverso le loro canzoni originali». Quell'anno, l'ASCAP premiò Keys come cantautrice dell'anno ai Rhythm & Soul Music Awards. Nel 2007 ha ricevuto il premio The Recording Academy Honors, che «celebra individui eccezionali il cui lavoro incarna l'eccellenza e l'integrità e che hanno migliorato l'ambiente della comunità creativa». I BET Awards hanno onorato Keys per il suo contributo alla musica con l'Entertainment Award nel 2008, mentre nel 2009, l'ASCAP ha premiato Keys con il suo Golden Note Award, assegnato «a cantautori, compositori e artisti che hanno raggiunto pietre miliari straordinarie nella loro carriera».
Nel 2015 la The Recording Academy ha onorato Keys a Washington, con il Recording Artists' Coalition Award per «la sua abilità artistica, la filantropia e la sua passione per i diritti dei creatori come membro fondatore della nuovissima GRAMMY Creators Alliance». Nel 2018 la National Music Publishers Association (NMPA) ha consegnato ad Alicia Keys con il premio Songwriter Icon per i suoi «crediti come creatore di musica» e il suo «ruolo di figura ispiratrice per milioni di persone». Sempre nel 2018 è stata premiata dalla Producers & Engineers Wing della Recording Academy per i suoi «eccezionali contributi artistici e di ricerca nella musica».
Alicia Keys è stata inserita due volte dal Time nella lista delle 100 persone più influenti al mondo.

### Grammy Awards
| Anno | Nomina                                      | Premio                                             | Esito           |
| ---- | ------------------------------------------- | -------------------------------------------------- | --------------- |
| 2002 | Alicia Keys                                 | Best New Artist                                    | Vincitore/trice |
| 2002 | Fallin'                                     | Record of the Year                                 | Candidato/a     |
| 2002 | Fallin'                                     | Song of the Year                                   | Vincitore/trice |
| 2002 | Fallin'                                     | Best Female R&B Vocal Performance                  | Vincitore/trice |
| 2002 | Fallin'                                     | Best R&B Song                                      | Vincitore/trice |
| 2002 | Songs in A Minor                            | Best R&B Album                                     | Vincitore/trice |
| 2005 | The Diary of Alicia Keys                    | Album of the Year                                  | Candidato/a     |
| 2005 | The Diary of Alicia Keys                    | Best R&B Album                                     | Vincitore/trice |
| 2005 | If I Ain't Got You                          | Song of the Year                                   | Candidato/a     |
| 2005 | If I Ain't Got You                          | Best Female R&B Vocal Performance                  | Vincitore/trice |
| 2005 | Diary (with Tony! Toni! Toné!)              | Best R&B Performance by a Duo or Group with Vocals | Candidato/a     |
| 2005 | My Boo (Ft. Usher)                          | Best R&B Performance by a Duo or Group with Vocals | Vincitore/trice |
| 2005 | My Boo (Ft. Usher)                          | Best R&B Song                                      | Candidato/a     |
| 2005 | You Don't Know My Name                      | Best R&B Song                                      | Vincitore/trice |
| 2006 | Unbreakable                                 | Best Female R&B Vocal Performance                  | Candidato/a     |
| 2006 | Unbreakable                                 | Best R&B Song                                      | Candidato/a     |
| 2006 | If This World Were Mine (con Jermaine Paul) | Best R&B Performance                               | Candidato/a     |
| 2006 | If I Was Your Woman                         | Best Traditional R&B Vocal Performance             | Candidato/a     |
| 2006 | Unplugged                                   | Best R&B Album                                     | Candidato/a     |
| 2008 | No One                                      | Best Female R&B Vocal Performance                  | Vincitore/trice |
| 2008 | No One                                      | Best R&B Song                                      | Vincitore/trice |
| 2009 | Superwoman                                  | Best Female R&B Vocal Performance                  | Vincitore/trice |
| 2009 | Lesson Learned (con John Mayer)             | Best Pop Collaboration with Vocals                 | Candidato/a     |
| 2009 | Another Way to Die (con Jack White)         | Best Short Form Music Video                        | Candidato/a     |
| 2011 | Empire State of Mind (ft Jay-Z)             | Record of the Year                                 | Candidato/a     |
| 2011 | Empire State of Mind (ft Jay-Z)             | Best Rap/Sung Collaboration                        | Vincitore/trice |
| 2011 | Empire State of Mind (ft Jay-Z)             | Best Rap Song                                      | Vincitore/trice |
| 2014 | Girl on Fire                                | Best R&B Album                                     | Vincitore/trice |
| 2015 | 'Girl' (come artista collaborativo)         | Album of the Year                                  | Candidato/a     |

### American Music Awards
| Anno | Nomina                   | Premio                           | Esito           |
| ---- | ------------------------ | -------------------------------- | --------------- |
| 2002 | Songs in A Minor         | Favorite Album, Soul/R&B         | Candidato/a     |
| 2002 | Alicia Keys              | Favorite Female Artist, Pop/Rock | Candidato/a     |
| 2002 | Alicia Keys              | Favorite New Artist, Pop/Rock    | Vincitore/trice |
| 2002 | Alicia Keys              | Favorite Female Artist, Soul/R&B | Candidato/a     |
| 2002 | Alicia Keys              | Favorite New Artist, Soul/R&B    | Vincitore/trice |
| 2002 | Alicia Keys              | Favorite Internet Artist         | Candidato/a     |
| 2004 | Alicia Keys              | Favorite Female Soul/R&B Artist  | Vincitore/trice |
| 2004 | The Diary of Alicia Keys | Favorite Soul/R&B Album          | Candidato/a     |
| 2008 | Alicia Keys              | Artist of the Year               | Candidato/a     |
| 2008 | Alicia Keys              | Favorite Female Artist, Pop/Rock | Candidato/a     |
| 2008 | Alicia Keys              | Favorite Female Artist, Soul/R&B | Candidato/a     |
| 2008 | As I Am                  | Best Album, Pop/Rock             | Vincitore/trice |
| 2008 | As I Am                  | Best Album, Soul/R&B             | Vincitore/trice |
| 2010 | Alicia Keys              | Favorite Female Artist, Soul/R&B | Candidato/a     |
| 2010 | The Element of Freedom   | Best Album, Soul/R&B             | Candidato/a     |
| 2013 | Alicia Keys              | Favorite Female Artist           | Candidato/a     |

### Billboard Music Awards
| Anno | Nomina                     | Premio                                    | Esito           |
| ---- | -------------------------- | ----------------------------------------- | --------------- |
| 2001 | "Fallin'"                  | Hot 100 Single of the Year                | Candidato/a     |
| 2001 | Songs in A Minor           | R&B/Hip-Hop Album of the Year             | Candidato/a     |
| 2001 | Alicia Keys                | Female Artist of the Year                 | Vincitore/trice |
| 2001 | Alicia Keys                | New Artist of the Year                    | Candidato/a     |
| 2001 | Alicia Keys                | Female Albums Artist of the Year          | Candidato/a     |
| 2001 | Alicia Keys                | Female Hot 100 Singles Artist of the Year | Candidato/a     |
| 2001 | Alicia Keys                | Female R&B/Hip-Hop Artist of the Year     | Candidato/a     |
| 2001 | Alicia Keys                | New R&B/Hip-Hop Artist of the Year        | Vincitore/trice |
| 2004 | Alicia Keys                | Artist of the Year                        | Candidato/a     |
| 2004 | Alicia Keys                | Female Artist of the Year                 | Vincitore/trice |
| 2004 | Alicia Keys                | Hot 100 Artist of the Year                | Candidato/a     |
| 2004 | Alicia Keys                | Hot 100 Songwriter of the Year            | Vincitore/trice |
| 2004 | The Diary of Alicia Keys   | R&B/Hip-Hop Album of the Year             | Candidato/a     |
| 2004 | The Diary of Alicia Keys   | Billboard 200 Album of the Year           | Candidato/a     |
| 2004 | "If I Ain't Got You"       | R&B/Hip-Hop Single of the Year            | Vincitore/trice |
| 2004 | "If I Ain't Got You"       | R&B/Hip-Hop Airplay Single of the Year    | Vincitore/trice |
| 2004 | "Diary"                    | R&B/Hip-Hop Airplay Single of the Year    | Candidato/a     |
| 2004 | Alicia Keys                | R&B/Hip-Hop Albums Artist of the Year     | Vincitore/trice |
| 2004 | Alicia Keys                | R&B/Hip-Hop Artist of the Year            | Candidato/a     |
| 2004 | Alicia Keys                | R&B/Hip-Hop Singles Artist of the Year    | Vincitore/trice |
| 2004 | Alicia Keys                | Female R&B/Hip-Hop Artist of the Year     | Vincitore/trice |
| 2005 | Alicia Keys                | Female R&B/Hip-Hop Artist of the Year     | Candidato/a     |
| 2011 | Alicia Keys                | Top R&B Artist                            | Candidato/a     |
| 2011 | "Un-thinkable (I'm Ready)" | Top R&B Song                              | Candidato/a     |
| 2013 | Alicia Keys                | Top R&B Artist                            | Candidato/a     |
| 2013 | "Girl On Fire"             | Top R&B Song                              | Candidato/a     |
| 2013 | Girl on Fire               | Top R&B Album                             | Candidato/a     |

### MTV European Music Awards
| Anno | Nomina        | Premio                       | Esito           |
| ---- | ------------- | ---------------------------- | --------------- |
| 2002 | Alicia Keys   | Best R&B                     | Vincitore/trice |
| 2004 | Alicia Keys   | Best Female                  | Candidato/a     |
| 2004 | Alicia Keys   | Best R&B                     | Vincitore/trice |
| 2005 | Alicia Keys   | Best Female                  | Candidato/a     |
| 2005 | Alicia Keys   | Best R&B                     | Vincitore/trice |
| 2008 | Alicia Keys   | Ultimate Urban               | Candidato/a     |
| 2008 | As I Am       | Album of the Year            | Candidato/a     |
| 2013 | Alicia Keys   | Best World Stage Performance | Candidato/a     |
| 2014 | "We Are Here" | Best Song with a Message     | Candidato/a     |
| 2015 | Alicia Keys   | Best World Stage Performance | Candidato/a     |

### MTV Video Music Awards
| Anno | Nomina                   | Premio                         | Esito           |
| ---- | ------------------------ | ------------------------------ | --------------- |
| 2001 | "Fallin'"                | Best New Artist in a Video     | Vincitore/trice |
| 2001 | "Fallin'"                | MTV2 Award                     | Candidato/a     |
| 2002 | "A Woman's Worth"        | Best R&B Video                 | Candidato/a     |
| 2002 | "A Woman's Worth"        | Best Cinematography in a Video | Candidato/a     |
| 2004 | "If I Ain't Got You"     | Best Female Video              | Candidato/a     |
| 2004 | "If I Ain't Got You"     | Best R&B Video                 | Vincitore/trice |
| 2004 | "You Don't Know My Name" | Best Art Direction in a Video  | Candidato/a     |
| 2005 | "Karma"                  | Best R&B Video                 | Vincitore/trice |
| 2005 | "My Boo"                 | Best R&B Video                 | Candidato/a     |
| 2010 | "Empire State of Mind"   | Best Collaboration             | Candidato/a     |
| 2010 | "Empire State of Mind"   | Best Direction                 | Candidato/a     |
| 2010 | "Empire State of Mind"   | Best Cinematography            | Vincitore/trice |

### BET Awards
| Anno | Nomina                           | Premio                     | Esito           |
| ---- | -------------------------------- | -------------------------- | --------------- |
| 2002 | Alicia Keys                      | Best New Artist            | Vincitore/trice |
| 2002 | Alicia Keys                      | Best Female R&B Artist     | Candidato/a     |
| 2002 | "Fallin'"                        | Viewers' Choice Award      | Candidato/a     |
| 2004 | "You Don't Know My Name"         | Video of the Year          | Candidato/a     |
| 2004 | Alicia Keys                      | Best Female R&B Artist     | Candidato/a     |
| 2005 | Alicia Keys                      | Best Female R&B Artist     | Vincitore/trice |
| 2005 | "My Boo"                         | Best Collaboration         | Candidato/a     |
| 2008 | "Like You'll Never See Me Again" | Video of the Year          | Candidato/a     |
| 2008 | Alicia Keys                      | Best Female R&B Artist     | Vincitore/trice |
| 2008 | "No One"                         | Viewers' Choice Award      | Candidato/a     |
| 2009 | Alicia Keys                      | Humanitarian Award         | Vincitore/trice |
| 2010 | Alicia Keys                      | Artist of the Decade       | Vincitore/trice |
| 2010 | Alicia Keys                      | Best Female R&B Artist     | Vincitore/trice |
| 2010 | "Empire State of Mind"           | Viewers' Choice Award      | Candidato/a     |
| 2010 | "Empire State of Mind"           | Video of the Year          | Candidato/a     |
| 2010 | "Empire State of Mind"           | Best Collaboration         | Vincitore/trice |
| 2013 | Alicia Keys                      | Best Female R&B/Pop Artist | Candidato/a     |

### Soul Train Music Awards
| Anno | Nomina                     | Premio                                     | Esito           |
| ---- | -------------------------- | ------------------------------------------ | --------------- |
| 2002 | "Fallin'"                  | Best R&B/Soul Single, Female               | Candidato/a     |
| 2002 | Songs in A Minor           | Best R&B/Soul Album, Female                | Vincitore/trice |
| 2002 | Songs in A Minor           | R&B/Soul or Rap Album of the Year          | Candidato/a     |
| 2002 | Alicia Keys                | Best R&B/Soul or Rap New Artist            | Vincitore/trice |
| 2002 | Alicia Keys                | Entertainer of the Year                    | Vincitore/trice |
| 2004 | "You Don't Know My Name"   | Best R&B/Soul Single, Female               | Vincitore/trice |
| 2005 | "If I Ain't Got You"       | Best R&B/Soul Single, Female               | Vincitore/trice |
| 2005 | "My Boo"                   | Best R&B/Soul Single by a Duo or Group     | Vincitore/trice |
| 2005 | The Diary of Alicia Keys   | Best R&B/ Soul Album, Female               | Vincitore/trice |
| 2006 | "Unbreakable"              | Best Female R&B/Soul Single                | Candidato/a     |
| 2010 | The Element of Freedom     | Album of the Year                          | Candidato/a     |
| 2010 | "Un-Thinkable (I'm Ready)" | Song of the Year                           | Candidato/a     |
| 2010 | "Un-Thinkable (I'm Ready)" | Record of the Year                         | Vincitore/trice |
| 2010 | Alicia Keys                | Best R&B/Soul Female Artist                | Vincitore/trice |
| 2013 | Alicia Keys                | Best R&B/Soul Female Artist                | Candidato/a     |
| 2013 | "Fire We Make"             | The Ashford and Simpson Songwriter’s Award | Candidato/a     |
| 2013 | "Fire We Make"             | Best Collaboration                         | Candidato/a     |
| 2016 | Alicia Keys                | Best R&B/Soul Female Artist                | Candidato/a     |

### World Music Awards
| Anno | Nomina      | Premio                          | Esito           |
| ---- | ----------- | ------------------------------- | --------------- |
| 2002 | Alicia Keys | Best-Selling R&B/Hip Hop Artist | Vincitore/trice |
| 2004 | Alicia Keys | Best Selling R&B Artist         | Vincitore/trice |
| 2008 | Alicia Keys | Best Selling R&B Female         | Vincitore/trice |
| 2010 | Alicia Keys | Best R&B Artist                 | Candidato/a     |
| 2014 | Alicia Keys | World's Best Live Act           | Candidato/a     |

### NAACP Image Awards
| Anno | Nomina                             | Premio                                              | Esito           |
| ---- | ---------------------------------- | --------------------------------------------------- | --------------- |
| 2002 | Alicia Keys                        | Outstanding New Artist                              | Vincitore/trice |
| 2002 | Songs in A Minor                   | Outstanding Album                                   | Vincitore/trice |
| 2002 | "A Woman's Worth"                  | Outstanding Song                                    | Vincitore/trice |
| 2002 | "Fallin'"                          | Outstanding Song                                    | Candidato/a     |
| 2002 | Alicia Keys                        | Outstanding Female Artist                           | Vincitore/trice |
| 2002 | "Fallin'"                          | Outstanding Music Video                             | Candidato/a     |
| 2002 | The 2001 MTV Video Music Awards    | Outstanding Performance in a Variety Series/Special | Candidato/a     |
| 2005 | "If I Ain't Got You                | Outstanding Music Video                             | Vincitore/trice |
| 2005 | "If I Ain't Got You                | Outstanding Song                                    | Vincitore/trice |
| 2006 | Alicia Keys                        | Outstanding Female Artist                           | Vincitore/trice |
| 2006 | "Unbreakable"                      | Outstanding Song                                    | Vincitore/trice |
| 2006 | "Unbreakable"                      | Outstanding Music Video                             | Vincitore/trice |
| 2006 | Unplugged                          | Outstanding Album                                   | Candidato/a     |
| 2008 | Alicia Keys                        | Outstanding Female Artist                           | Vincitore/trice |
| 2008 | "Like You'll Never See Me Again"   | Outstanding Music Video                             | Vincitore/trice |
| 2008 | "Like You'll Never See Me Again"   | Outstanding Song                                    | Vincitore/trice |
| 2008 | As I Am                            | Outstanding Album                                   | Vincitore/trice |
| 2009 | Alicia Keys                        | Outstanding Female Artist                           | Candidato/a     |
| 2009 | "Superwoman"                       | Outstanding Music Video                             | Candidato/a     |
| 2009 | "Superwoman"                       | Outstanding Song                                    | Candidato/a     |
| 2009 | The Secret Life of Bees            | Outstanding Supporting Actress in a Motion Picture  | Candidato/a     |
| 2010 | Alicia Keys                        | Outstanding Female Artist                           | Candidato/a     |
| 2010 | "Empire State of Mind"             | Outstanding Duo, Group or Collaboration             | Candidato/a     |
| 2010 | "Empire State of Mind"             | Outstanding Song                                    | Candidato/a     |
| 2010 | "Try Sleeping with a Broken Heart" | Outstanding Music Video                             | Candidato/a     |
| 2010 | The Element of Freedom             | Outstanding Album                                   | Candidato/a     |
| 2011 | "Un-thinkable (I'm Ready)"         | Outstanding Music Video                             | Vincitore/trice |
| 2013 | Alicia Keys                        | Outstanding Female Artist                           | Vincitore/trice |
| 2013 | "Girl on Fire"                     | Outstanding Music Video                             | Vincitore/trice |
| 2013 | Girl On Fire                       | Outstanding Music Album                             | Candidato/a     |
| 2014 | "Fire We Make"                     | Outstanding Duo, Group or Collaboration             | Candidato/a     |
| 2014 | "Fire We Make"                     | Outstanding Music Video                             | Candidato/a     |
| 2014 | "Fire We Make"                     | Outstanding Song                                    | Candidato/a     |
| 2015 | Alicia Keys                        | Outstanding Female Artist                           | Candidato/a     |
| 2015 | "We Are Here"                      | Outstanding Song                                    | Vincitore/trice |
| 2017 | Alicia Keys                        | Outstanding Female Artist                           | Candidato/a     |
| 2017 | "Blended Family"                   | Outstanding Duo, Group or Collaboration             | Candidato/a     |
| 2017 | "In Common"                        | Outstanding Music Video                             | Candidato/a     |

## Doppiatrici italiane
- Laura Romano in Smokin' Aces, La vita segreta delle api
- Laura Lenghi in Il diario di una tata
- Rachele Paolelli in Jem e le Holograms